# 僕のヤバイ妻
『僕のヤバイ妻』（ぼくのヤバイつま）は、2016年4月19日から6月14日まで毎週火曜日22時 - 22時54分に、関西テレビ制作・フジテレビ系列の「火曜22時枠」で放送された日本のテレビドラマである。全9回。

## 概要
黒岩勉脚本によるドラマオリジナル作品。主演は伊藤英明で、地上波の連続ドラマに主演するのは2013年4月クールで放送されたテレビ朝日系ドラマ『ダブルス〜二人の刑事』以来3年ぶりとなる。伊藤英明は木村佳乃との共演は『Over Time-オーバー・タイム』と『スキヤキ・ウエスタン ジャンゴ』と『罪人の嘘』に続いて4度目で、相武紗季との共演は『ブザー・ビート〜崖っぷちのヒーロー〜』以来で、佐藤隆太との共演は『海猿シリーズ』以来である。
カフェ経営者の夫が、妻の誘拐事件に巻き込まれていくうちに、妻の本性が明かされていくサスペンスドラマ。
2018年にはトルコ共和国でリメイク版が制作されている。日本テレビのテレビドラマ2作品（『Mother』、『Woman』）に続くトルコでのリメイクで、関西テレビ制作分では初のリメイク版作品となる。

## ストーリー
望月幸平は、妻・真理亜の両親の遺産でカフェを経営しているが、真理亜との夫婦生活に嫌気がさしていた。ある仕事帰りに、幸平が経営するカフェの料理長で愛人の北里杏南と共に真理亜を殺害することを企てる。帰宅後、真理亜を殺害しようと実行するが、幸平は真理亜が何者かに誘拐されていることを知る。

## キャスト
〈〉内はドラマ設定年齢。

### 主要人物
望月 幸平〈38〉
演 - 伊藤英明
カフェ「マスターピース」オーナー。一人称は俺。
妻・真理亜との夫婦生活に嫌気がさしているが、真理亜の両親の遺産でカフェを経営している事もあり、別れようにも別れられない状況にある。ある日、愛人関係の杏南と共に真理亜の殺害を企む。言動が無鉄砲であるため、周りからはバカであると認識されている。
望月 真理亜〈37〉
演 - 木村佳乃
幸平の妻。資産家令嬢。両親は数年前に交通事故で他界。
専業主婦だが、「マスターピース」を手伝うこともある。
料理が得意で、貞淑かつ優しい理想の妻だが、後に幸平と杏南が愛人関係であることに気付き、また二人が自身を殺害しようとしていることを知ると、自ら狂言誘拐を実行し、あたかも幸平が自身を殺したかのように見せかけて、幸平に制裁を加えようとする。また、この自身の誘拐事件を機に、徐々に恐ろしい本性が現れていく。
「マスターピース」が主にコーヒーを扱う店にもかかわらず、実はコーヒーが苦手で、紅茶を好む。
イタリアに留学していた経験がある。両親は箱入り娘を一人で海外暮らしをさせることに猛反対であり、留学の際に多額の誘拐保険を掛けていた。
北里 杏南〈29〉
演 - 相武紗季
料理長。幸平とは愛人関係。
真理亜との結婚生活に息苦しさを募らせる幸平に、猛毒「アドキシン」を使った真理亜の殺害を持ちかける。
相馬 誠一郎〈37〉
演 - 佐藤隆太
捜査一課の刑事。真理亜の誘拐事件を担当する。
矢吹 豊〈25〉
演 - 浅香航大
相馬の部下。岐阜県出身。
鯨井 有希〈50〉
演 - キムラ緑子
望月家の向かいの住人である大年増の中年女。
かなり年齢差のある年下の夫・和樹とは「和くん」「有希ちゃん」と呼び合い、和樹の出勤時には必ずキスをして見送る程の「ラブラブ夫婦」だが、実は独身であることを隠すための見栄で雇っている偽の夫婦。
追加徴税を受けたため、和樹に支払うレンタル料すら滞るほど金に困っていた。
鯨井 和樹〈35〉
演 - 高橋一生
有希の夫。一人称は僕。
周囲には経営コンサルタントと言っているが、実は何でも屋で有希に雇われたレンタル夫。
本名は村本和樹。
横路 正道〈44〉
演 - 宮迫博之
幸平の元義兄で姉・香織の元夫。楓の実父。
元刑事で、現在は興信所を経営している。
幸平の良き理解者だが金に困っている。

### カフェ「マスターピース」
藤原 龍太
演 - 小園凌央
松本 穂香
演 - 児玉絹世
熊谷 司
演 - 関口アナム
以上3名は従業員。

### 望月家
望月 香織
演 - 遊井亮子
幸平の姉。横路とは元夫婦。　
望月 楓
演 - 木内心結　　
香織の娘。幸平の姪にあたる。
望月 久米子
演 - 梅沢昌代
幸平の母。

### 捜査一課
加藤 了治
演 - 佐々木征史
柴崎 修
演 - 大迫一平
政宗 絵里子
演 - 梅舟惟永

### その他
緒方 彰吾〈34〉
演 - 眞島秀和
真理亜の大学時代の後輩。学生時代から真理亜に片思いをしていた。最初の誘拐の実行犯の1人。
当初は真理亜に口封じをされたかと思われていたが、有希に後をつけられて自宅に押しかけられ、身代金を奪おうとする有希と口論の末に投げ落とされて死亡した。
木暮 久雄〈46〉
演 - 佐々木蔵之介
バー「Quiet Woman」のマスター。
真理亜とは過去に何らかの繋がりがあり、一連の真理亜誘拐事件にも関与している様子。
真理亜の学生時代の家庭教師。真理亜と恋愛関係にあると思われるほど仲がよかったが、彼女の両親の反対を押し切って彼女を留学させたのが決定打となり解雇された。
米田 博
演 - 山中崇
長谷川
演 - 近江谷太朗
真理亜が雇った弁護士。

## スタッフ
- 脚本 - 黒岩勉
- 演出 - 三宅喜重（関西テレビ）、国本雅広（ケイファクトリー）
- 音楽 - 横山克
- 主題歌 - 安室奈美恵「Mint」（Dimension Point）
- オープニングテーマ - Anly「EMERGENCY」（Sony Music Records）
- 技術統括 - 横山和明
- 撮影 - 中山秀一、岡崎真一
- 照明 - 金子宗央
- 音声 - 矢川祐介
- 編集 - 矢野数馬
- 美術プロデューサー - 津留啓亮
- 美術デザイン - 根本研二
- 衣装 - 川本誠子
- スタイリスト - 根岸豪、中井綾子
- オープニングタイトル - 熊本直樹
- 編成 - 南口博孝（関西テレビ）/野崎理（フジテレビ）
- 宣伝 - 前田香久、佐藤英明（関西テレビ）
- 広告 - 宮内覚（関西テレビ）
- プロデューサー - 豊福陽子（関西テレビ）/千葉行利、宮川晶（ケイファクトリー）
- 制作協力 - ケイファクトリー
- 制作著作 - 関西テレビ放送

## 放送日程
| 各話                                                          | 放送日  | サブタイトル       | 演出     | 視聴率 |
| ------------------------------------------------------------- | ------- | ------------------ | -------- | ------ |
| Episode 1                                                     | 4月19日 | 僕の殺したい妻     | 三宅喜重 | 8.3%   |
| Episode 2                                                     | 4月26日 | 仮面の魔女         | 三宅喜重 | 7.7%   |
| Episode 3                                                     | 5月03日 | 殺意ある夫婦生活   | 国本雅広 | 6.8%   |
| Episode 4                                                     | 5月10日 | 完璧な妻           | 国本雅広 | 8.4%   |
| Episode 5                                                     | 5月17日 | 復讐の毒           | 三宅喜重 | 7.5%   |
| Episode 6                                                     | 5月24日 | 私の殺したい夫     | 国本雅広 | 7.3%   |
| Episode 7                                                     | 5月31日 | 殺しの晩餐会       | 三宅喜重 | 9.4%   |
| Episode 8                                                     | 6月07日 | 魔女の誤算         | 国本雅広 | 7.9%   |
| Episode 9                                                     | 6月14日 | 死が二人を別つまで | 三宅喜重 | 10.2％ |
| 平均視聴率 8.2%（視聴率はビデオリサーチ調べ、関東地区・世帯） |         |                    |          |        |

## 受賞
- 第4回コンフィデンスアワード・ドラマ賞 助演女優賞（木村佳乃）[13]
- 東京ドラマアウォード 2016 助演女優賞（木村佳乃）[14]

## 中国ドラマ版
2017年に中国で、リメイクドラマ版が制作され放送される予定である。

## 中国映画版
同じ、リメイク映画版が制作され放送される予定である。

## トルコ版
『Tehlikeli Karım』（英語: My Dangerous Wife）は、Show TVで2018年3月25日から4月29日まで毎週日曜日20:00に放送されたテレビドラマである。全6回。
日本では、『My Dangerous Wife/「僕のヤバイ妻」トルコ版』のタイトルで日本語吹替版が、全12回に編集されてチャンネルNECOなどで放送された。

### キャスト
| 役名                     | 俳優                       | 吹替           | 説明                                                                                        |
| ------------------------ | -------------------------- | -------------- | ------------------------------------------------------------------------------------------- |
| アルペル・ボズテペ       | セチキン・オズデミル       | 浪川大輔       | デリンの夫。カフェレストランの経営者                                                        |
| デリン・ボズテペ         | ゴンジャ・ウスラテリ       | 武田華         | アルペルの妻。裕福な社長令嬢                                                                |
| セダ・チェリク           | ビゲ・オナル               | 実川貴美子     | アルペルの不倫相手。カフェの共同経営者                                                      |
| フラット・エンギン       | ムスタファ・ウストゥンダー | 三上哲         | 主任刑事。デリン誘拐事件を担当                                                              |
| ヤマン・チャルシュカン   | エルデム・アカクチェ       | 堀内賢雄       | ハンデの元夫。アルコール依存症で警察をクビになり離婚。 屋台のサンドイッチ売りで生計を立てる |
| フェルダ・アイドゥン     | ジェレン・ソイル           | ちふゆ         | ボズテペ家の隣人の中年女性                                                                  |
| クバンチ・ユルマス       | ファーティフ・ドンメズ     | 赤坂柾之       | フェルダのパートナー                                                                        |
| イペッキ・ユルドゥルム   | ニライ・エルドンメズ       | 結川彩         | 刑事。上司のフラットとは婚約関係                                                            |
| ハンデ・ボズテペ         | ビフテル・ディンチェル     | 宮中はるか     | アルペルの姉。ヤマンの元妻。 実家で母と娘との3人暮らし                                      |
| シャヒン・エゲ           | ハカン・アタライ           | 露崎亘         | バー「無口な女」の経営者。デリンの友人。                                                    |
| チュナル・カヤ           | メルト・アイドゥン         | 虎島貴明       | 絵描き。大学時代の友人デリンに首っ丈。 デリンに頼まれ偽装誘拐を実行                         |
| リュトフィエ・ボズテペ   | エミネ・サン・ウマル       | くわばらあきら | アルペルとハンデの母。 死別した夫の残したドライクリーニング店で娘と働く                     |
| イブラヒム・アスラン     | ゴルケム・カサム           | 朝比奈拓見     | 新人刑事。フラット、イペッキらと捜査活動                                                    |
| トゥリン・タシジ         | メリッサ・ダリジ           | 菊永あかり     | カフェ女性店員                                                                              |
| ドウ・バルカン           | エルダル・バラン・シャヒン | 上住谷崇       | カフェ男性店員                                                                              |
| カディル・シェケルジ     | ブラク・アクヨル           |                | カフェ男性店員                                                                              |
| ヤーセミン・カヤ         | シネム・キョセオール       | 木村陽子       | チュナルの妹。花屋                                                                          |
| アイシェ・チャルシュカン | Cemre Zişan Sağbır         |                | ヤマンとハンデの一人娘。小学生                                                              |
|                          | Kirkor Dinckayikci         | いとうさとる   | 本部長。フラットの上司                                                                      |

日本語版スタッフ
- 演出：工藤美樹
- 翻訳：植村久美子、小尾恵理
- 調整：小出善司
- 制作：ネクシード
- 担当：堀内かりん、松本英樹

### 放送局
| 放送対象地域 | 放送局         | 系列           | 放送時間                                               | 放送期間                | 備考                                             |
| ------------ | -------------- | -------------- | ------------------------------------------------------ | ----------------------- | ------------------------------------------------ |
| 日本全域     | チャンネルNECO | CS放送         | 日曜 12:00 - 17:30（#1-6） 日曜 12:00 - 17:40（#7-12） | 2019年7月21日・28日     | 日本初放送。再放送あり （同年12月、20年4月など） |
| 愛知県       | テレビ愛知     | テレビ東京系列 | 土曜 0:50 - 1:50                                       | 2020年1月25日 - 4月18日 | 地上波初放送                                     |

## 韓国版
韓国MBNにて2020年10月5日より11月24日まで全16話でリメイクドラマ版が制作され放送された。

### キャスト
- シム・ジェギョン：キム・ジョンウン
- キム・ユンチョル：チェ・ウォニョン
- チン・ソンミ：チェ・ユファ
- チョ・ミンギュ：ユン・ジョンソク
- ハ・ウネ：シム・ヘジン

### 日本での放送
- BS-TBS：2022年5月16日 - 6月14日
- フジテレビTWO：2022年6月29日 -